# Macaca hecki
Macaca hecki là một loài động vật có vú trong họ Cercopithecidae, bộ Linh trưởng. Loài này được Matschie mô tả năm 1901.

## Hình ảnh

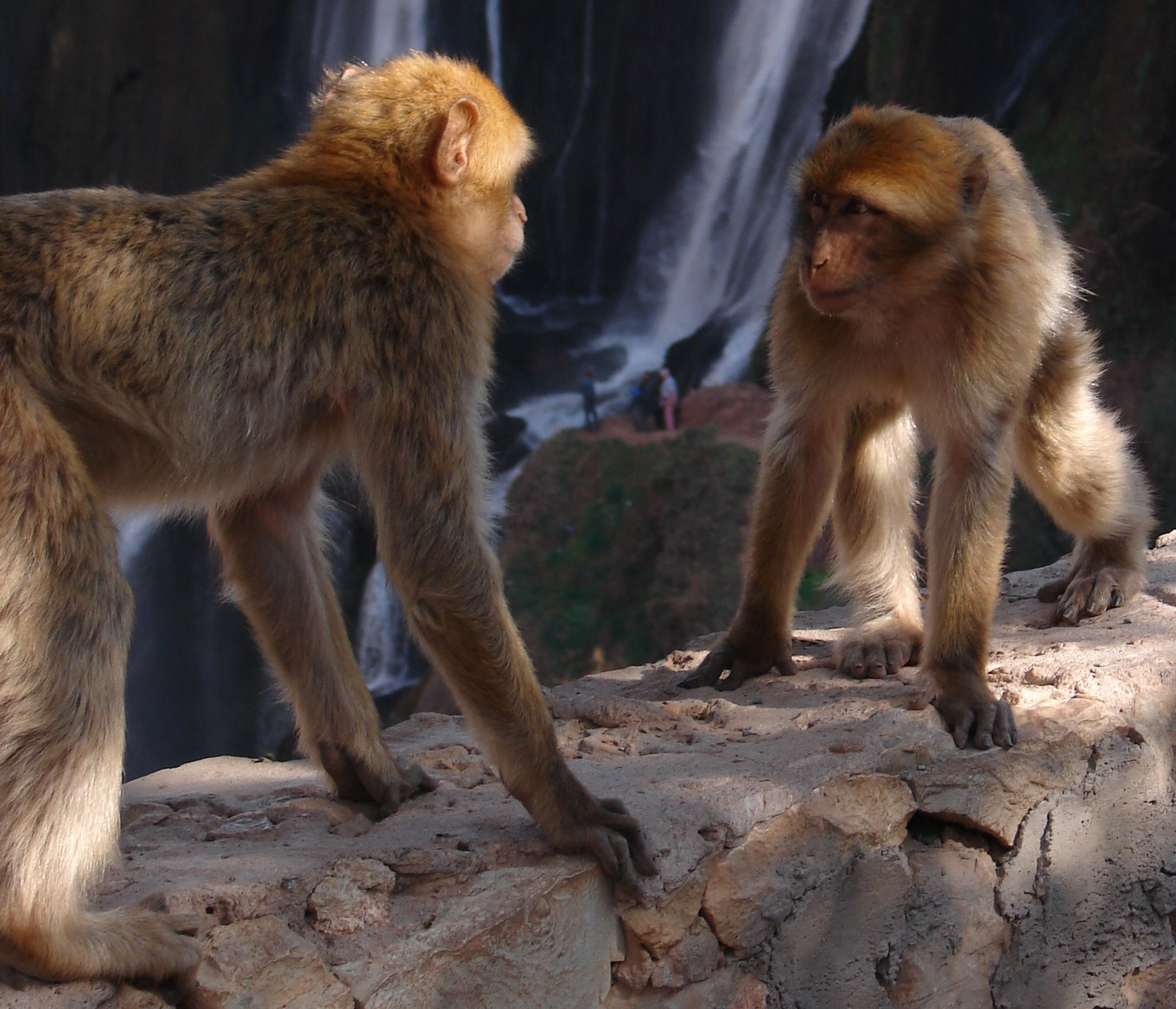
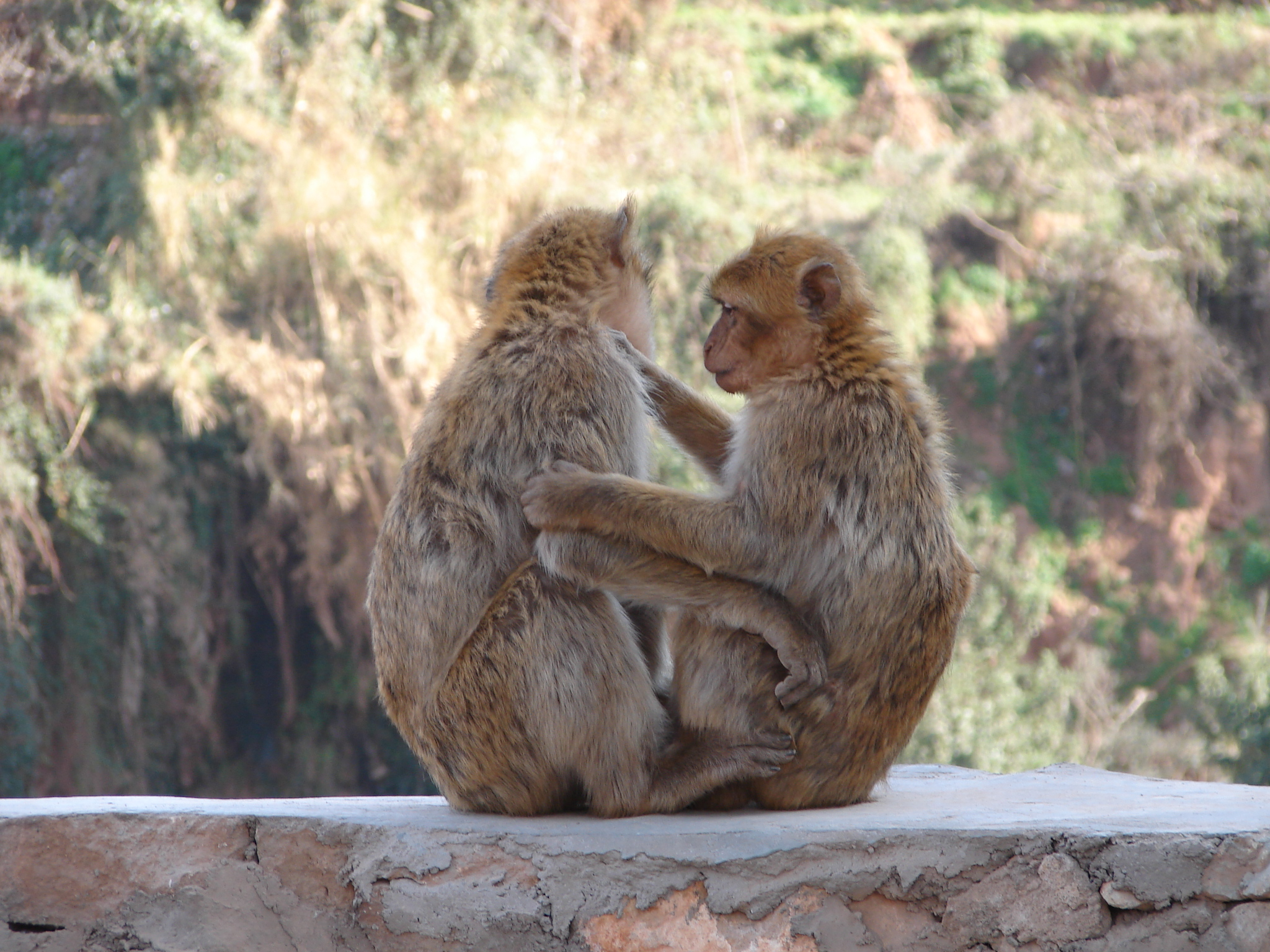
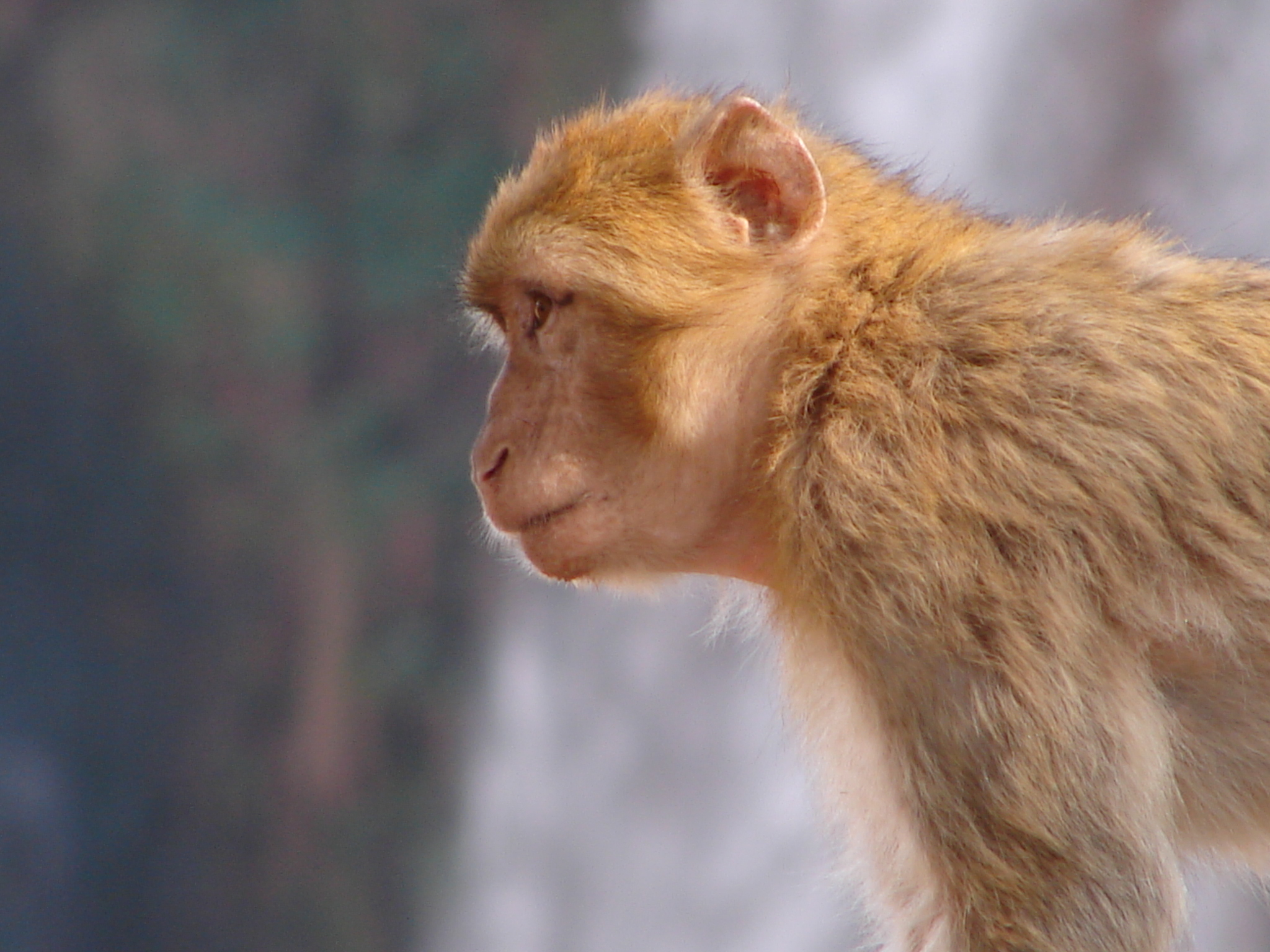
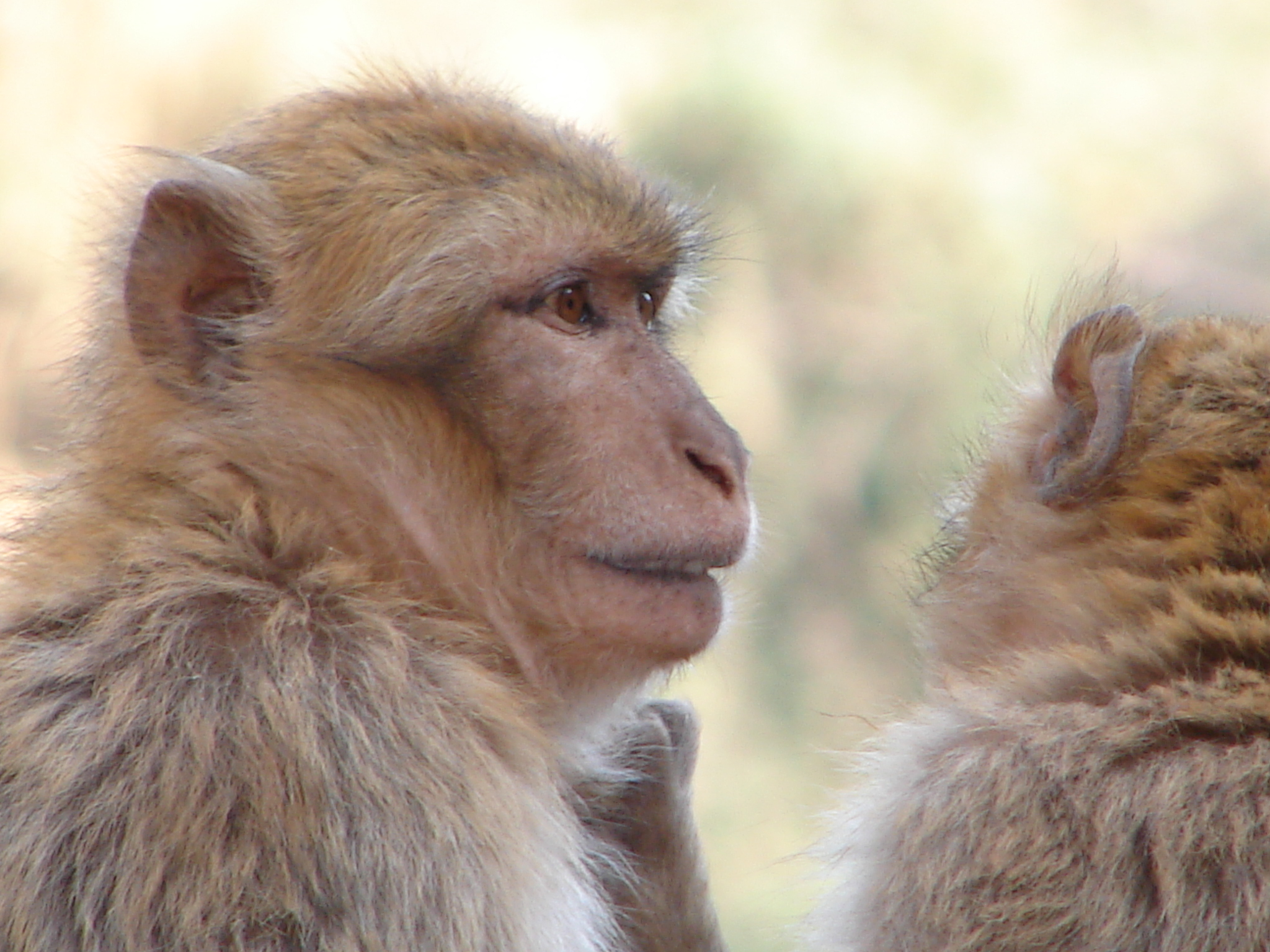